# Бланда
Бла́нда (исл. Blanda) — река в Исландии. Берёт начало на юго-западе ледника Хофсйёкюдль на высоте 800 м и впадает в залив Хунафлоуи в небольшом посёлке Блёндюоус. Бланда является восьмой по длине рекой в стране, имеет протяжённость 125 км, площадь бассейна — 2370 км².
В реке водится в обилии лосось, это одна из основных лососёвых рек в Исландии. Каждое лето улов лососей в Бланде составляет до 3000 штук. До строительства плотины лососи нерестились почти до самого подножия ледников.
Гидроэлектростанция, построенная на реке в 1990 году, генерирует 150 МВт мощности.
Через протоку Бланда сообщается с озером Адальмансватн.